# Чандмань-Ундур
Чандмань-Ундур (монг. Чандмань-Өндөр) — сомон аймаку Хувсгел, Монголія. Площа 4,5 тис. км², населення 3,2 тис. чол. Центр сомону селище Хухуу лежить за 765 км від Улан-Батора, за 180 км від міста Мурен.

## Рельєф
Гори Булнайн Цагаан (2367 м), Чандмань, Яргист (2300 м), Сант, Цагаан, Бадарин та інші. Річки та долини Ариг, Хухуу, Дархинт, озеро Хубсуґул. Гарячі та холодні мнеральні джерела

## Клімат
Клімат різко континентальний. Щорічні опади 300–450 мм, середня температура січня −24°С, середня температура липня +13°+16°С.

## Природа
Водяться манули, олені, дикі кабани, козулі, вивірки, вовки, лисиці тарбагани, аргалі та дикі кози, ведмеді.

## Корисні копалини
Сомон багатий на дорогоцінне каміння, фосфорити, хімічна та будівельна сировина.

## Соціальна сфера
Школа, больница, сфера обслуживания.